# Braunschweig
Braunschweig (alnémet nyelven Brunswiek) nagyváros Észak-Németországban, Alsó-Szászország keleti felében. Kb. 245 000 lakosával Hannover után a második legnagyobb város Alsó-Szászországban. 1918-ig a Braunschweig–Lüneburgi Hercegség székhelye volt. A legközelebbi nagyvárosok: északkeleti irányban 26 km-re Wolfsburg, 56 km-re nyugatra Hannover, illetve 80 km-re keletre Magdeburg.

## Története
A város eredete és fejlődésének korai szakasza nehezen leírhatók, mivel nem egy településről van szó, hanem ötről: Altewiek, Altstadt, Hagen, Neustadt és Sack, amelyeket egymástól függetlenül alapítottak, majd az idők folyamán egy várossá olvadtak össze.
A hagyomány szerint, amelynek első írásos említése 1290-ből származik (Braunschweigische Reimchronik), az első, akkor még Dankwarderode nevű, várat ezen a helyen alapította a liudolfingi nemzetségből származó Bruno herceg. A név (tulajdonképpen Barna), a herceg nevéből és a települést jelentő ógermán wich (latin vicus) elemből tevődik össze (861: Brunonis vicus; 1134: Bruneswich). A „Braunschweig“ név első dokumentált említése ebben a formában 1573-ból ered.
Kedvező földrajzi fekvése miatt a település gyorsan fejlődött. Akkoriban az Oker folyó még hajózható volt, így a város a tengeri kereskedelembe is be tudott kapcsolódni, azon kívül, hogy fontos szárazföldi utak csomópontjában is feküdt.
Oroszlán Henrik herceg (1129/30–1195. augusztus 6.) idejében a város hatalmassá nőtt, mivel ez volt uralkodói székhelye. Henrik kibővíttette Dankwarderode várát, és a régi templom helyén dómot építtetett. A Szent Balázsnak, Keresztelő Szent Jánosnak és Becket Tamásnak szentelt templom röviddel Henrik halála előtt készült el. Oroszlán Henrik 1166-ban címerállatát, az oroszlánt bronzba öntette, amelyet a vár főterén állítottak fel. Ma is ez a város jelképe.
A 13. századtól kezdve Braunschweig a Hanza-városok szövetségébe tartozott.
A herceg halála után a Braunschweig–Lüneburgi Hercegség megszűnt és a Braunschweig-Wolfenbütteli hercegség részévé vált. A 14. században a város függetlenné vált és a hercegség székhelye Wolfenbüttelbe került. A késői középkorban Braunschweig az egyik legnyugtalanabb város volt Gent és Párizs mellett, újra és újra polgárháborúk dúlták fel.

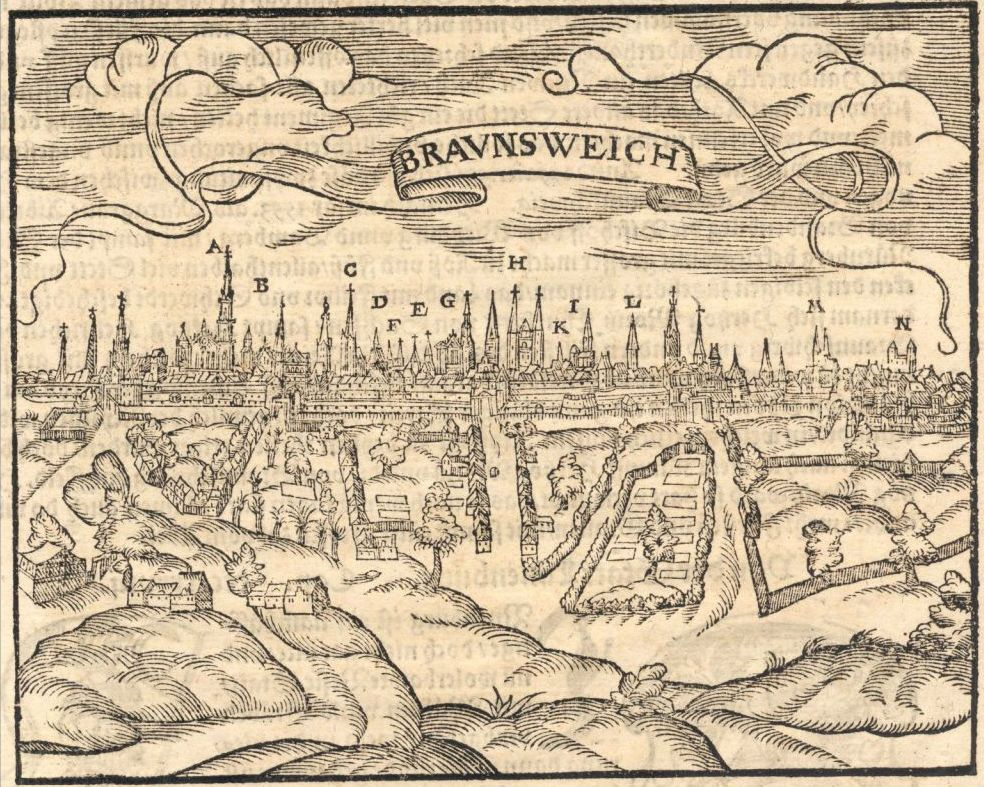
Braunschweig 1550 körül

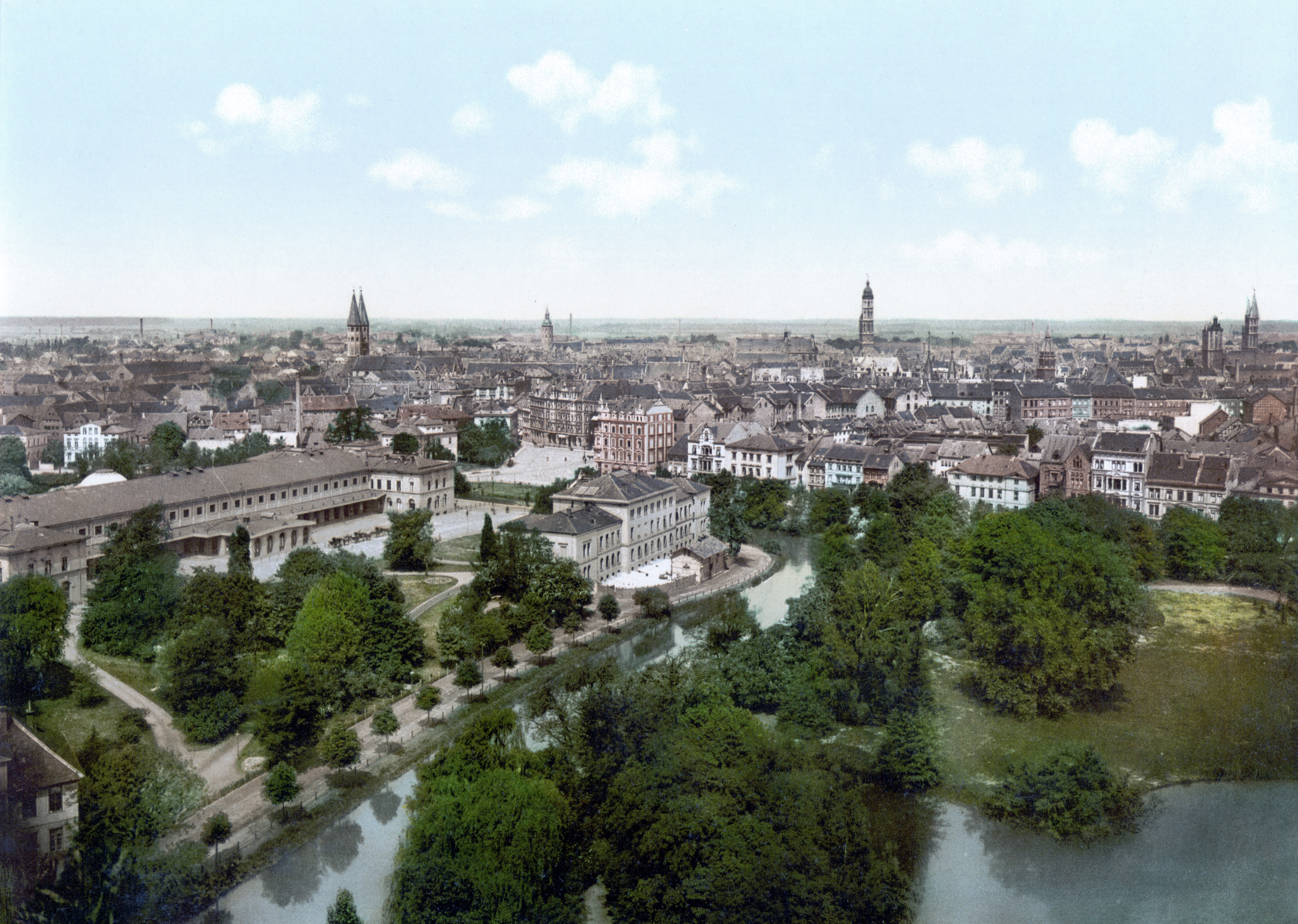
Braunschweig 1900 körül

1671-ben ismét hercegi fennhatóság alá került, majd 1753-ban visszakerült ide a hercegi székhely is. Ebben a korszakban épült fel a kastély.
1806-ban Karl Wilhelm Ferdinand braunschweigi herceg, porosz tábornok, halálos sebet kapott a jénai csatában. Az ezt követő tilsiti békében a város francia kézre került és 1807–1813 között a Napóleon által alapított Vesztfáliai királyság Oker megyéjének része volt.
A bécsi kongresszus után 1814-ben ismét megalakult a braunschweigi hercegség; 1871-ben a hercegség önként csatlakozott a német birodalomhoz. Miután Wilhelm, az utolsó braunschweigi herceg, 1884-ben gyermektelenül hunyt el, Braunschweig a porosz királyság igazgatása alá került.
A második világháborúban több légitámadás érte (a legsúlyosabb 1944. október 15-én), amelyek következtében a középkori hangulatú óváros 90%-a lerombolódott.
1946-ban megkezdődött és 1963-ban befejeződött a háborús károk helyreállítása. A törmelék mennyiségét 3 670 500 m³-re becsülték.

## Lakosság
| Év   | Lakosság |
| ---- | -------- |
| 1403 | 17 500   |
| 1551 | 16 192   |
| 1671 | 15 570   |
| 1773 | 23 385   |
| 1812 | 29 950   |
| 1849 | 39 011   |
| 1900 | 128 226  |
| 1919 | 139 539  |
| 1939 | 196 068  |
| 1945 | 162 855  |
| 1970 | 223 700  |
| 2005 | 245 895  |

## A város jelképei
A város jelképe a braunschweigi oroszlán. A város színei: vörös és fehér. Címere ezüst pajzson balra forduló vörös oroszlán. A heraldikai ábrázolás tekintetében az 1438. évi ábrázolás az irányadó.

## Testvérvárosok
- Bandung,  Indonézia
- Bath,  Egyesült Királyság
- Kazany, Oroszország,  Oroszország
- Kiryat Tivon,  Izrael
- Magdeburg,  Németország
- Nîmes,  Franciaország
- Omaha,  Amerikai Egyesült Államok
- Szúsza,  Tunézia

## Gazdaság és infrastruktúra
A második világháborúig Braunschweig konzervipari és gépipari központ volt. A háború után a súlypont az autóipar irányába tolódott el. Itt volt ugyanis a Büssing Automobilwerke székhelye, amely 1972-ben beolvadt a MAN AG cégbe. Gépjárműveiknek, amelyeket a 20 km-re fekvő Salzgitterben gyártanak, ma is a stilizált braunschweigi oroszlán díszíti a hűtőrácsát.
Braunschweig a német hangszerkészítés egyik központja is. Itt van többek között a Wilhelm Schimmel Pianofortefabrik GmbH, a legnagyobb német zongoragyártó székhelye is.
A város hagyományosan cukoripari központ is; jelenleg itt van a több cukoripari cég egyesüléséből létrejött Nordzucker AG (a második legnagyobb német cukorgyártó) központja. A braunschweigi Műszaki Egyetem a cukoripari kutatásra évtizedek óta külön intézetet tart fenn.
A város másik jelentős munkaadója a Siemens. Elsősorban a cég vasút és metró automatizálási feladatok számára létesített kutató központot, ahol számos magyar mérnök is dolgozik. Itt tervezik és ellenőrzik többek között a nürnbergi metró automata vezérlését és irányítórendszerét.

### Közúti közlekedés
A várost érinti az A2-es, az A39-es és az A395-ös autópálya.

## Múzeumok
- Braunschweigisches Landesmuseum
- Vasútmúzeum
- Friedrich Gerstäcker múzeum
- Koncentrációs tábor emlékhely Schillstraße
- Gramofon-múzeum
- Haus Salve Hospes
- Herzog Anton Ulrich Múzeum (Középkori gyűjtemény).
- Raabe-emlékház
- Landtechnik-Museum Braunschweig
- Állami Természetrajzi Múzeum
- Várostörténeti múzeum
- Fényképmúzeum
- Riddagshausen kolostor, Cisztercita múzeum

## Műemlékek
- Dóm
- Régi városháza
- Kastély
- Dankwarderode vár
- Gewandhaus
- Régi pályaudvar
- Színház

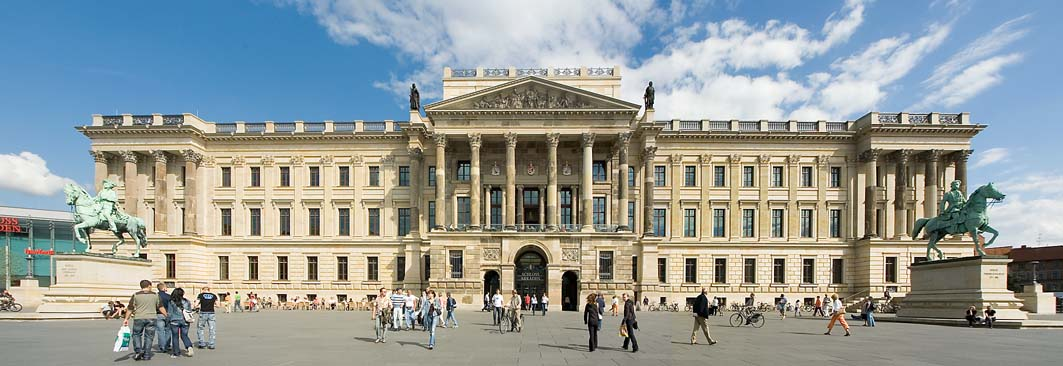
Kastély

- Alte Waage a második világháborúban teljesen elpusztult, 1991–94 között részletes pontossággal a régi helyére visszaépítve
- Braunschweigi oroszlán – a vár főterén álló szobor 1166-ból, a város jelképe
- Lessing-emlékmű
- Oroszlán Henrik szökőkút
- Gauss-emlékmű
- Eulenspiegel-szökőkút

## Híres személyek

### Díszpolgárok
- Carl Friedrich Gauss matematikus
- Otto von Bismarck kancellár

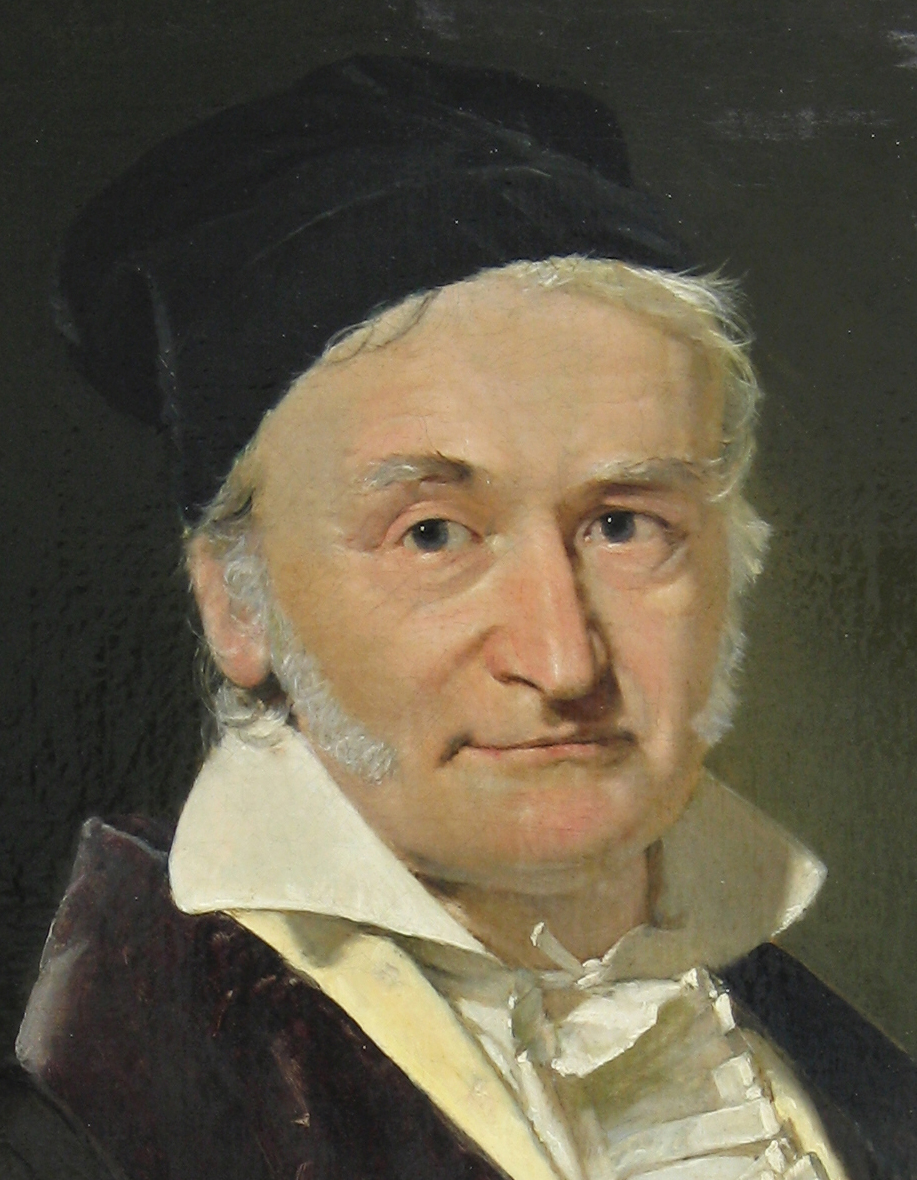
Carl Friedrich Gauss matematikus

- Adolf Hitler, 1946-ban a címet visszavonták
- Hermann Göring, 1946-ban a címet visszavonták
- Baldur von Schirach, 1946-ban a címet visszavonták

### Itt születtek
- Richard Dedekind (1831. október 6. - 1916. február 12.), matematikus
- Carl Friedrich Gauss (1777. április 30. - 1855. február 23.), matematikus, csillagász, fizikus
- Charles Petri (magyarosan Petri Károly) (1826. július 27. – 1887. november 11.) német származású amerikai szabadságharcos (1861-1865)
- Ricarda Huch (1864. július 18. - 1947. november 17.), írónő
- Norbert Schultze (1911. január 26. - 2002. október 14.) zeneszerző (többek között a „Lili Marleen” szerzője)

### Itt éltek
- Till Eulenspiegel
- Hoffmann von Fallersleben, költő, a német himnusz szerzője

## Fordítás
- Ez a szócikk részben vagy egészben  a   Braunschweig című német Wikipédia-szócikk ezen változatának fordításán alapul.  Az eredeti cikk szerkesztőit annak laptörténete sorolja fel. Ez a jelzés csupán a megfogalmazás eredetét és a szerzői jogokat jelzi, nem szolgál a cikkben szereplő információk forrásmegjelöléseként.